# Zane Tamane
Zane Tamane, z domu Teilāne (ur. 24 września 1983 w Rydze) – łotewska koszykarka, występująca na pozycji środkowej, olimpijka.

## Osiągnięcia
Na podstawie, o ile nie zaznaczono inaczej.

### NCAA
- Uczestniczka rozgrywek turnieju Women's National Invitation Tournament (WNIT – 2004, 2006)
- Mistrzyni sezonu regularnego konferencji Mid-Continent (2003–2006)
- Koszykarka roku konferencji Mid-Continent (2005, 2006)
- Defensywna zawodniczka roku konferencji Mid-Continent (200?, 200?)
- Zaliczona do:
  - I składu Mic-Con (2004–2006)
  - Galerii Sław Sportu Western Illinois (2017)
  - składu:
    - honorable mention All-American (2006 przez Women’s Basketball Coaches Association)
    - 30th Anniversary ‘Top 30 Distinguished Contributor’ (2012)

### Drużynowe
- Mistrzyni:
  - Polski (2014)
  - Turcji (2012)[3]
  - Węgier (2011)[4]
  - Łotwy (2000)
- Wicemistrzyni Czech (2010)[5]
- Brązowa medalistka mistrzostw Rosji (2013)
- 4. miejsce w:
  - Eurolidze (2012)
  - lidze hiszpańskiej (2007)
- Zdobywczyni pucharu:
  - Polski (2014)
  - Czech (2010)
  - Węgier (2011)
- Finalistka:
  - Pucharu Turcji (2012)[3]
  - Superpucharu Turcji (2011)
- Uczestniczka międzynarodowych rozgrywek:
  - Euroligi (2008–2014)
  - Eurocup (2006–2008)

### Indywidualne
(* – nagrody przyznane przez portal eurobasket.com)
- MVP sezonu ligi węgierskiej (2011)*[4]
- Najlepsza środkowa ligi*:
  - czeskiej (2010)[5]
  - węgierskiej (2011)[4]
- Zaliczona do*:
  - I składu ligi:
    - czeskiej (2010)[5]
    - węgierskiej (2011)[4]

  - składu honorable mention ligi tureckiej (2016)[6]
- Uczestniczka meczu gwiazd ligi tureckiej (2012)[3]

### Reprezentacja
Seniorska
- Uczestniczka:
  - igrzysk olimpijskich (2008 – 9. miejsce)[7][8]
  - mistrzostw Europy (2005 – 6. miejsce, 2007 – 4. miejsce, 2009 – 7. miejsce, 2011 – 8. miejsce)
  - turnieju FIBA Diamond Ball (2008 – 4. miejsce)
  - kwalifikacji:
    - olimpijskich (2008 – 5. miejsce)
    - do Eurobasketu (2003, 2007, 2011, 2013, 2015, 2017)
- Liderka Eurobasketu w:
  - zbiórkach (2011 – 9,1)[9]
  - skuteczności rzutów z gry (2009 – 59,7%)[10]

Młodzieżowe
- Uczestniczka:
  - mistrzostw:
    - świata U–21 (2003 – 8. miejsce)
    - Europy:
      - U–20 (2002 – 4. miejsce)
      - U–18 (2000 – 10. miejsce)

  - kwalifikacji do Eurobasketu U–20 (2002)